# Гархвал (держава)
Гархвал (англ. Garhwal) — монархічна держава, що існувала на території регіону Гархвал, сучасний штат Уттаракханд, Індія. Виникла в результаті розпаду держави Катьюрі середині XIV століття та припинила існування через захоплення майже всієї території Непалом в 1803 році, після виснажуючого голоду і руйнівного землетрусу наприкінці XVIII століття. В 1814 році держава була відновлена у вигляді Князівства Техрі, залежного від Ост-Індської компанії.

## Історія
Можливо близько II-го століття регіон знаходився під владою царства Кунінда, на що вказують знахідки монет цієї держави, але ці монети могли бути результатом торгових відносин. Хуен Цанґ, китайський мандрівник, що відвідав регіон в 629 році, згадує державу Брахмпура на його території, що могла поширюватися як  на передгір'я Ґархвалу, так на весь Уттаракханд. Починаючи з VII-IX століть, регіон потрапив під владу династії Катьюрі, що об'єднувала всю територію Уттаракханду, а її столицею протягом пізнього періоду було місто Картікеяпура (зараз Байджнатх). Зрештою держава прийшла у занепад, втративши контроль над Кумаоном, а потім розпавшись на невеликі князівства. Момент розпаду держави Катьюрі зазвичай пов'язують зі смерю царя Біра Дева (Віра Дева). Після розпаду держави Катьюрі на території Ґархвалу утворилися численні невеликі князівства, якими було збудовано 52 фортеці для оборони один від одного, відомі як Боані-ґарх, що зазвичай асоціюються власне з князівствами.
Початок правлячої династії майбітнього королівства простежують до 8 століття, коли Канакпал (інші варіанти Канак Пал, Ґанґ Пал), принц Малви з раджпутської династії Панвар або Пармар, під час паломництва до регіону зустрів князя катьюрі Бхану Пратапа (Бханупратапа), правителя Чандпура. Бхану Пратап не мав синів, лише дочок, тому Канакпал, що одружився з дочкою Бхану Пратап, успадкував князівство і правив ним 11 років, приблизно з 745 по 756 роки.
Чандпур залишався одним з багатьох залежних від Катьюрі князівств до часу правління десятого князя династії, Бхаґаті Пала, приблизно в 952—977 роках, коли значення князівства почало зростати. Однак протягом наступних століть підсилення Чандпура стримувалося сильним суперником, династією Малла непальського походження. Датою заснування нового королівства Ґархвал називають 1358 рік, коли до влади прийшов 37-річний монарх Чандпура Аджай Пала, який зумів поставити всі невеликі князівства регіону під свій контроль і встановив столицю нового царства у місті Девалґарх (пізніше столиця була перенесена до міста Срінаґар).
Балбадра Шах (1575—1591), перший правитель держави, що прийняв титул Шах, порівнюючи себе з Великими Моголами, поріднився з династією Лоді Делійського султанату. Махіпут Шах дещо розширив кордони королівства в середині 17 століття, а його син Прітхві Шах успішно захищав державу від атак Моголів, прославившись відрізанням носів загарбникам. Встановлені ним пам'ятники все ще існують в окрузі Деградун.
Наступним відомим правителем був Фатех Шах, що правив Ґархвалом з 1684 по 1716 роки, найвідоміший битвою при Бханґвані 18 вересня 1688 року, в якій сили раджей регіону Шивалік програли армії Ґобінд Сінґха. Протягом його правління, в регіоні оселилися залежні від Ауранґзеба правителі, під владою яких було засновано місто Деградун. Фатех Шах помер в 1716 році, а його син Упендра Шах помер через рік після успадкування трону, в результаті державою правив Прадіп Шах, під час правління якого до регіону вторглися сили Наджіб-ул-даули, губернатора Сахараннпура.
Пізніше, до голоду і землетрусу наприкінці 18 століття, державою правили інші спадкоємці династії, що дозволили гурхам захопити регіон, в результаті чого Прадьюман Шах втік з Срінаґара до Деградуна, а потім до Сахаранпура, загинувши у битві в 1804 році. Його брат, Прітам Шах, потрапив у полон до непальців, а ґархвальці були змушені відступити на рівнини, залишивши державу непальцям на 12 років. Наступний правитель, Садаршан Шах, залишався у Харідварі під захистом британців, до відновлення влади Князівства Техрі.